# Taraxacum lapponicum
Taraxacum lapponicum là một loài thực vật có hoa trong họ Cúc. Loài này được (Kihlm.) Kihlm. ex Hand.-Mazz. miêu tả khoa học đầu tiên năm 1907.